# Koeleria brevis
Koeleria brevis là một loài thực vật có hoa trong họ Hòa thảo. Loài này được Steven mô tả khoa học đầu tiên năm 1857.